# 雷根河
雷根河（德語：Regen，發音：[ˈʁeːɡn̩] ⓘ）位于德国和捷克境内，是多瑙河的支流。
雷根河的主要源头大雷根河发源于捷克鐵礦鎮附近的波希米亚林山，在流淌了数公里后进入德国境内，在茨维瑟尔与小雷根河汇流形成黑雷根河（Schwarzer Regen）。黑雷根河穿越雷根和菲希塔赫，在巴特克茨廷与白雷根河（Weißer Regen）汇流，形成雷根河。
雷根河谷是穿越波希米亚林山的主要河谷，该地区的大部分城镇均位于河流两岸，主要城镇包括卡姆和雷根斯堡。
雷根河最终在雷根斯堡注入多瑙河。